# Lorenzo Ghiberti
Lorenzo Ghiberti [lorènco gibèrti], florentinski kipar, zlatar, arhitekt in umetnostni zgodovinar, * 1378, Pelago (danes Firence, Italija), † 1. december 1455, Firence.

## Življenje
Lorenzova mati, Fiore, je bila poročena z bogatim in malovrednim človekom, ki ga je kmalu zapustila in se preselila k zlatarju Bartolu, s katerim je imela dva otroka. Nezakonsko rojstvo je dolgo vplivalo na Lorenzovo življenje in mu pogojevalo uvrstitev med mestne veljake. Celo v svoji avtobiografiji je Ghiberti opustil vso otroško in mladostno dobo, ki jo je preživel z Bartolom, kateri mu je bil med drugim tudi prvi učitelj zlatarske obrti. Leta 1400 se je podal v Pesaro, kjer je skupaj s starejšim kolegom delal za družino Malatesta, vendar se večina del ni ohranila. Po povratku v Firence se je udeležil natečaja za izdelavo drugih bronastih vrat krstilnice (Battistero), tedaj najpomembnejšega sakralnega objekta v mestu. Delo je bilo zaupano Ghibertiju, vendar obstajata dve različni poročili o izidu natečaja. Ghiberti izjavlja, da so sodniki enoglasno dodelili njemu zmago, medtem ko biograf Brunelleschija, ki je bil najvrednejši med ostalimi kandidati, pripoveduje, da se je natečaj zaključil neodločeno, s priznanjem enake vrednosti obema kiparjema; ker pa Brunelleschi ni maral ustvarjati v sodelovanju z Ghibertijem, je odstopil in tako je bilo delo dodeljeno slednjemu. Zanimivo je, da je kipar podpisal pogodbo z imenom Lorenzo di Bartolo, to je s priznanjem svojega naravnega očeta, čeprav je slednji poročil njegovo mater šele leta 1404. Kar mu pa ni preprečilo, da se je potegoval za dediščino po materinem prvem soprogu in tako prejel v last neko zemljišče.
Leta 1409 se je vpisal v ceh svilarjev, ki je sprejemal med člane tudi zlatarje.
Leta 1415 se je Ghiberti poročil in v naslednjih letih sta se mu rodila dva dečka. Leta 1425 je bila kiparju naročena izdelava tretjih vrat krstilnice, na katerih je delal s pomočjo obeh sinov, predvsem Viktorja, in drugih sodelavcev do leta 1452. V tej dobi je začel pisati Komentarje, ki so nekakšen pregled vse tedaj poznane umetnosti, pa tudi prikrita hvalnica njegove lastne sposobnosti. Zadnja leta je preživel brez ekonomskih težav in ob vsesplošnem priznanju javnosti. Umrl je leta 1455.

## Delo
Lorenzo Ghiberti je bil eden od umetnikov, ki so razvili florentinsko renesanso z novimi pogledi na pozno gotiko tedanjega časa. Kakor veliki umetniki tistih let (Masaccio, Donatello) je opustil odvečno dekoracijo ter toge telesne drže in se posvetil čim bolj naravnemu oblikovanju. Njegove figure združujejo eleganco mednarodne gotike s plastičnostjo starogrških kipov in se vključujejo v ozadja s komaj naznačeno perspektivo. Podrobnosti njegovih del so natančne in popolnoma izoblikovane, kot rezultat kiparske in zlatarske sposobnosti umetnika.

### Vrata krstilnice v Firencah
Ghiberti je prvič zaslovel, ko je kot 21-letnik zmagal na tekmovanju 1401 za prvi komplet bronastih vrat v krstilnici, z Brunelleschijem kot drugouvrščenim. Prvotni načrt je bil, da bi vrata upodabljala prizore iz Stare zaveze, vendar je bil načrt spremenjen tako, da so namesto njih prikazani prizori iz Nove zaveze. Poskusni del, ki je ohranjen, prikazuje žrtvovanje Izaka.
Za izvedbo tega naročila je ustanovil veliko delavnico, v kateri so se izobraževali številni umetniki, med njimi Donatello, Masolino, Michelozzo, Paolo Uccello in Antonio del Pollaiuolo. Ko je bil njegov prvi niz osemindvajsetih plošč končan, so Ghibertiju naročili, da izdela drugi komplet za druga vrata v cerkvi, tokrat s prizori iz Stare zaveze, kot je bil prvotno predviden za njegov prvi set. Namesto osemindvajsetih prizorov je izdelal deset pravokotnih prizorov v povsem drugačnem slogu. Ti so bili bolj naturalistični, s perspektivo in večjo idealizacijo predmeta. Ta drugi sklop, ki ga je Michelangelo poimenoval Vrata Paradiža, ostaja pomemben spomenik dobe renesančnega humanizma.
Vrata Paradiža so imela deset panojev, na katerih je bilo upodobljenih več epizod iz posamezne zgodbe iz Stare zaveze.

### Bronasti kip sv. Janeza Krstnika
Kip sv. Janeza Krstnika v niši Orsanmichele v Firencah je bil narejen med letoma 1412 in 1416. Ta kip temelji na sv. Janezu Krstniku.
Ghibertijevo mojstrovino je naročil ceh Arte di Calimala, ki je bil ceh trgovcev z volno. Bili so eni najbogatejših v Firencah.
Ta kip je bil tehnološki napredek za svoj čas. Ghiberti je bil neverjetno spreten pri vlivanju, da je lahko sestavil ta 254 cm visok kip iz brona.
Na Ghibertijev kip je vplival gotski slog v Italiji, ki ga kažejo elegantne krivulje meča in draperije.

### Bronasti kip sv. Mateja
Ta kip je financiral ceh Arte Del Cambio, imenovan tudi ceh bankirjev. Kip je bil narejen v letih 1419–1423.
Kip svetega Mateja je dosegel višino 8' 10" brona. Prav tako stoji v niši v Orsanmichele v Firencah.
Ceh je določil, da želi svoj kip tako visok ali višji od kipa sv. Janeza Krstnika.

## Kasnejše življenje, družina in smrt
Do leta 1417 je bil Lorenzo Ghiberti poročen z Marsilo, 16-letno hčerko Bartolommea di Lucca, izdelovalca glavnikov. Skupaj sta imela dva sinova. Leta 1417 so imeli Tommasa Ghibertija, leto kasneje pa Vittoria Ghibertija. Ghiberti je bil bogatejši od večine svojih sodobnih umetnikov, njegov uspeh pa mu je prinesel velike finančne nagrade. Ohranjena davčna napoved iz leta 1427 kaže, da je imel v lasti precejšnjo količino zemlje v Firencah in zunaj njih. Imel je tudi veliko denarja, vloženega v državne obveznice. Z leti so njegove nepremičnine in denar še naprej rasli. Lorenzo Ghiberti je živel petinsedemdeset let, podlegel je vročini in umrl v Firencah. Pokopan je bil 1. decembra 1455 v Santa Croceju. Vittorio je šel po očetovih stopinjah kot zlatar in livar brona, vendar ni nikoli dosegel velike slave. Tommaso se je res pridružil očetovemu poslu in pomagal kot sodelavec Lorenzovih pomočnikov. Po očetovi smrti ni znano, ali je nadaljeval s poslom, saj ni omenjen v nobenem dokumentu po letu 1447. Kasneje je Vittorio dobil sina, ki ga je poimenoval Buonaccorso, ki je sledil očetovski umetnosti. Toda Buonaccorso je imel drugačen pogled na delo svojega dedka, s svojimi kovinskimi odlitki v obliki topništva in topovskih krogel. Njegova izdelava tega orožja ga je naredila slavnega, predvsem zaradi oskrbe vojn v Sarzani in Pisi.

## Galerija
- Druga vrata krstilnice (1403-24), detajl, 45x38 cm
- Vitraž, ki ga je izdelal Niccolò di Piero Tedesco po kartonu Ghibertija (1404-05)
- Jezusov krst (1417-27). krstni kamen v krstilnici, detajl
- Sveti Matej (1419-23), bron, 270 cm
- Tretja vrata krstilnice (1425-52)
- Tretja vrata krstilnice, detajl
- Tretja vrata krstilnice, detajl
- Sveti Štefan (1427-28) – bron, 260cm
- vratca ciborija (1450), 35x22,3 cm

## Priznanja
Po njem se imenuje Ghibertijev krater na Merkurju.